# Fuduntu
Fuduntu Linux — заснований на Fedora дистрибутив GNU/Linux, створений Ендрю Вайєттом (Andrew Wyatt). Дистрибутив замислювався як щось середнє між Fedora та Ubuntu, звідки й отримав свою назву. Хоча Fuduntu оптимізована для нетбуків та інших портативних комп’ютерів, але позиціонується як ОС загального використання.
Самостійний дистрибутив Fuduntu виник як форк Fedora 14 на початку листопада 2011, доти він вважався своєрідним "реміксом". Оскільки Fuduntu містить пакунки, що не входять до Fedora, то новий дистрибутив ніколи не розглядався як "дочірній" до неї.

## Fuduntu 2013.1
Користувацьке оточення засновано на GNOME 2.32 та панелі Cairo Dock, яка у останній версії 2013.1 замінила AWN (Avant Window Navigator). Розмір образу загрузочного диску версії 2013.1 становить 959 Мб. Серед ПЗ, що входить до складу дистрибутиву, слід відзначити ядро Linux версії 3.6.9, браузери Chromium 17 и Firefox 17, поштова програма Thunderbird 17.0, медіаплеєр VLC 2.0.5. Додано в стабільний репозиторій дистрибутиву проект Bumblebee, який дозволив забезпечити підтримку технології nVidia Optimus, що дозволяє перемикатися між енергоефективною інтегрованою відеокартою на базі GPU Intel та дискретною картою NVIDIA. Доступні завантаження та встановлення із стандартного репозиторію клієнта доставки ігор Steam та користувацьке оточення Enlightenment 17. Доступне встановлення Wine, що містить спеціальні патчі для підтримки роботи клієнту сервісу потокового відео Netflix. 

## Особливості
Оскільки Fuduntu спочатку призначалася для Asus Eee PC та інших нетбуків, то дистрибутив містить деякі покращення для збільшення часу роботи від батареї. Директорії /tmp та /var/log були перенесені на диск RAM (RAM drive) було зменшено використання свопінгу (значення 10; стандартно - 60) для зниження використання жорсткого диску. Також, Fuduntu постачається разом з аплетом для моніторингу живлення Jupiter [Архівовано 10 жовтня 2012 у Wayback Machine.], який також був розроблений Ендрю Вайттом, для зручності регулювання настройками процесора, яскравістю дисплея тощо.
Стандартні пакунки, що присутні в ОС: програма для роботи із колекцією зображень Shotwell, IM-клієнт Empathy, програма для віддаленого доступу Remmina, музичний плеєр Banshee, офісний пакет LibreOffice, аплет керування ktune (форк Jupiter), файловий менеджер Nautilus Elementary [Архівовано 17 жовтня 2012 у Wayback Machine.], пропрієтарні кодеки Fluendo MP3 Codec [Архівовано 18 грудня 2018 у Wayback Machine.], плагін Adobe Flash, Infinality Freetype, текстовий редактор nano. Також Fuduntu містить аплети для роботи із сервісами Google Mail, Yahoo Mail, Hotmail и Google Docs як із звичайними додатками. Після встановлення пропонується встановити пропрієтарні драйвери NVIDIA чи AMD.

## Історія версій Fuduntu
| Рік-місяць-день | Номер версії |
| --------------- | ------------ |
| 2010-11-07      | 14.0.8       |
| 2010-11-25      | 14.5         |
| 2010-12-06      | 14.6         |
| 2010-12-10      | 14.7         |
| 2010-12-18      | 14.7-2       |
| 2010-12-21      | 14.7-3       |
| 2011-01-05      | 14.7-7       |
| 2011-01-07      | 14.8         |
| 2011-01-16      | 14.8-2       |
| 2011-01-23      | 14.8-3       |
| 2011-01-29      | 14.8-4       |
| 2011-03-11      | 14.9         |
| 2011-06-18      | 14.10        |
| 2011-07-04      | 14.10.1      |
| 2011-09-20      | 14.11        |
| 2011-11-07      | 14.12        |
| 2012-01-10      | 2012.1       |
| 2012-04-01      | 2012.2       |
| 2012-07-02      | 2012.3       |
| 2012-10-01      | 2012.4       |
| 2013-01-07      | 2013.1       |